# FedEx Field
FedEx Field (tidligere kendt som Jack Kent Cooke Stadium) er et stadion i Washington D.C. i USA, der er hjemmebane for National Football League-klubben Washington Commanders.
Stadionet har plads til 91.704 tilskuere, og er dermed det største stadion i NFL målt på tilskuerkapacitet. Cowboys Stadium har dog haft 105.121 tilskuere, men huser normalt kun ca. 80.000 tilskuere ved kampene. Det blev indviet i august 1997, hvor det erstattede det gamle RFK Stadium som commanders' hjemmebane.